# Улица Розы Люксембург (Архангельск)
Улица Розы Люксембург — улица в историческом центре Архангельска (Ломоносовский округ), проходит от Набережной Северной Двины до улицы Шабалина. Протяжённость улицы более 1600 метров.

## История
Историческое название — Благовещенская по Благовещенской церкви, находившейся на месте здания городского лицея им. М. В. Ломоносова. Каменная церковь Благовещения была построена в 1763 году на месте двух деревянных, поставленных выходцами из Великого Устюга. В 1930 году церковь была разобрана, на её месте построена школа № 19, с использованием строительных материалов разобранной церкви.
В 1911 году на улице возведена Андреевская богадельня (названа по имени благотворителя Андрея Беляевского)
Современное название, с 1920 года, в память деятельницы международного коммунистического движения Розы Люксембург (1871—1919). Поднимается вопрос о переименовании улицы
Распространено народное название улицы «Розочка».
Улица описана В. Ерофеевым в драме «Вальпургиева ночь».

## Достопримечательности
д. 5 (Северное речное пароходство) — мемориальная доска архангельскому рабочему-поэту Петру Ивановичу Калашникову (1877—1942).
Жанровая скульптура «Основанию Севречпароходства»